# Salacia chinensis
Salacia chinensis är en benvedsväxtart som beskrevs av Carolus Linnaeus. Salacia chinensis ingår i släktet Salacia och familjen Celastraceae. Utöver nominatformen finns också underarten S. c. latifolia.

## Bildgalleri

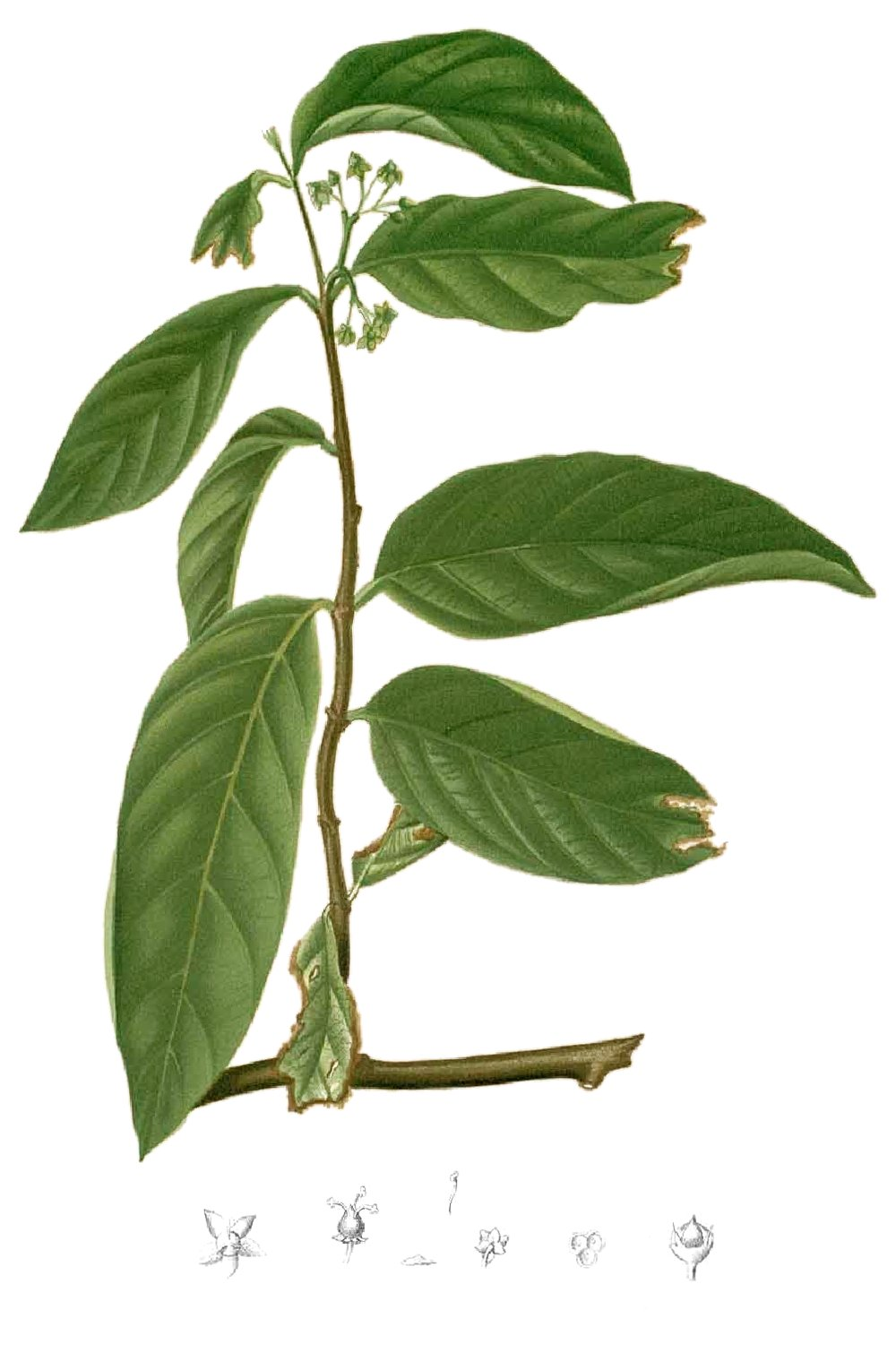
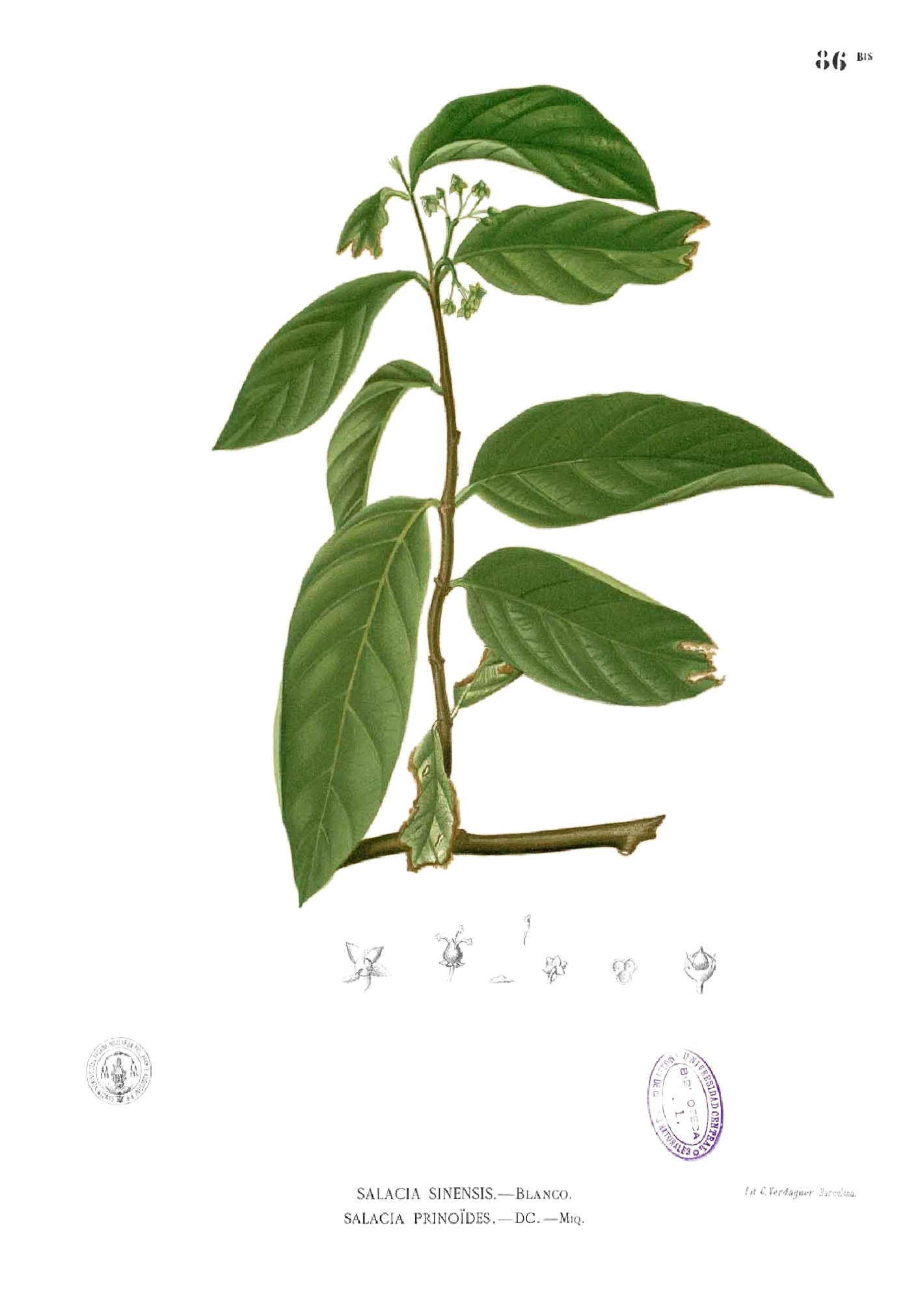